# 正當化
正當化（Legitimation）是一個提供正當性（Legitimacy）的行動。在社會科學中，正當化是指一個過程；在這個過程當中，某項行為、過程、指令、政策或意識形態，透過依附於其所處社會的社會規範和價值觀而變得具正當性。這是一個令某東西或事情，在一個群體或受眾眼中變得可接受和被視作正常的過程。
正當權力，就是一個人憑藉其在一個組織內超然的身份或地位而擁有的權威來對他人行使控制的權利。

## 權力和影響
權力的正當化可以透過馬克斯·韋伯提出的三種權力型態理論之中的“傳統權力基礎”來理解。在官僚制度當中，一個人身處某職位就能得到行使相應權力的正當性，其實與該人的個人身份無關，而是因為其所處職位本身已包含著某種獲得廣泛認同的權威或威信。行使權力並非與生俱來的權利。例如，一名總統可以行使權力和權威是因為這個職位經已被整個社會完全地合理化（正當化）。
另一個例子：在嘗試說服別人某件事情是「對」的時候，他們可以援引那些持相同立場同時已獲普遍接納的論點，來支持自己的政治議程。壓力團體必需透過援引社會規範和價值觀來把自己的行動路線正當化。以這些社會規範和價值觀來指導組織的行動，可以讓壓力團體以理性和具連貫性的方式推進自己的議程和發揮影響，並能夠期望依據這些規範和價值行事，能為組織的行為提供正當性。